# 三藩之乱
三藩之乱（1673年12月28日－1681年12月8日）是清朝康熙初年，以吳三桂為首的平西、靖南、平南三藩，借口朝廷撤藩之议，结合海内外反清势力起兵的战争。自1673年（康熙十二年）冬吴三桂举兵始，至1681年（康熙二十年）清军攻佔云南、吴世璠自缢而终，共历时八年。
吴三桂起兵初期兵势甚猛，数月之间便攻佔江南六省。靖南王耿精忠、平南王尚可喜之子尚之信、陕西提督王辅臣、延平王郑经、察哈尔亲王布尔尼等先后举兵响应，一度动摇清廷在中原的统治根基，吴三桂之声势至此达到顶点。不过，吴军此后未能有所进取，清廷在相持阶段逐渐获得转机。1676年（康熙十五年），清大将军图海凭借平定察哈尔之余威，一战而收复关中地区。与此同时，康亲王杰书等各路清军也击破耿精忠三路北伐大军于浙江和江西一带，耿精忠于此战后向清廷投降。次年（1677年），尚之信亦降清，孙延龄於企圖降清前於广西為吳將刺殺，吴军之东西两翼皆被清军翦除，清军在全局上对吴军呈合围之势。1678年（康熙十七年），吴三桂称帝，国号为周，建元昭武，试图重振民心士气，然而却于数月后病死于衡州，太孙吴世璠继位。此后，战局对于吴周而言更是每况愈下，先失重镇岳州，湖南因而不保；清军又击败吴周将领王屏藩于四川，试图阻断吴军补给线，吴世璠只得退守贵阳。1680年（康熙十九年），清军顺势分道入黔直指云南，于次年（1681年）攻克昆明，吴世璠兵败自缢，三藩之乱至此平定。

## 战前形势

### 三藩由来
清初，满洲统治力量尚不足以直接控制南方各省，因此满清采取「以漢制漢」之政策，在“三顺王”的基础上分封清兵入关有功之四位汉人将领治理南方各省、与南明势力作战以巩固清廷统治。朝廷册封吴三桂为平西王，镇守雲貴、四川；孔有德为定南王，镇守广西；尚可喜为平南王，镇守广东；耿仲明为靖南王，镇守福建，史称“四王”。后孔有德与其子孔庭训被南明李定国（實際為大順軍）所围，兵敗自焚，仅遗有愛女孔四贞，被孝庄文皇后收为义女，定南藩、王爵遂无嗣而废。自此清所封四個汉人藩王只剩其三，所以史书称之为“三藩”或“后三藩”，与被称作“前三藩”的南明弘光、隆武、永历政权相对应。

### 清廷形势

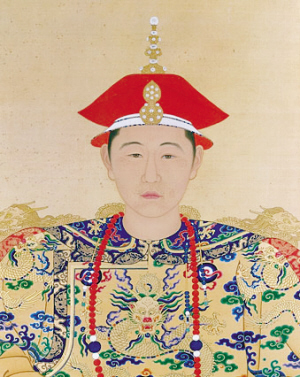
少年康熙皇帝

康熙帝玄烨在除掉鳌拜专权、掌控朝政后，将目标转移到消耗天下财政大半、具有自主选官权的三藩之上。康熙帝即位之初，清廷内部原本仍将“以汉制汉”作为施政纲领，为笼络民心之重要举措，因此鳌拜等四位辅政大臣无视顺治帝遗诏中专任满洲以防大权旁落的警告，仍放任吴三桂在外专权。后来，鳌拜被擒，满洲保守势力一时抬头，撤藩之声逐渐壮大。为专注于应对撤藩可能带来的军事后果，康熙帝晋封察哈尔部首领布尔尼为亲王，位列内蒙古四十八旗王公之上，抵御可能来自于瓦剌准噶尔部的入侵；同时，在东北地区仅以驱逐等保守策略应对沙俄彼得一世在远东的扩张。在整体军事实力上，自清廷定鼎北京后，八旗兵力总数约为20万人；绿营兵曾一度达60余万，后经裁减，只剩下20余万。因此，在康熙初年，清廷总兵力约在40万左右。

### 三藩形势

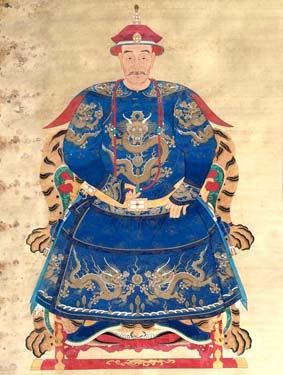
吴三桂像

之前，清廷为方便与南明作战，将云南军政全权交付吴三桂。顺治帝曾颁布上谕：“……命平西王吴三桂、移镇云南。今思该藩忠勤素著。练达有为。足胜此任。当兹地方初定之时。凡该省文武官贤否、甄别举劾。民间利病、因革兴除及兵马钱粮一切事务。俱暂著该藩总管奏请施行。内外各该衙门不得掣肘。庶责任既专。事权归一……”三桂逐渐利用此特权扩大自己的势力。他兹令各部委派其中意之人为官，各部畏于其势，即便之前已选定委任官员，仍然按其意思改易，因此一时有“西选”之称。
此外，三藩的军事实力也较为雄厚。仿照八旗兵制，尚、耿二王麾下各辖汉军旗3,000人，加上绿营兵各6,000至7,500人，然而两藩辖下人口众多，壮丁、役伕人数数倍于此，因此尚耿二藩所辖不下三十万之众。吴藩之军事实力甚至高出尚耿之总和，吴三桂旗下所属汉军五十三佐领共10,600人，加上麾下绿营兵组织“四镇十营”的21,600至24,000人，还额外自行招募了大量云南土著“猓猓兵”。由于常年与南明、缅甸、云贵土司作战，三桂麾下精兵猛将聚集，有都统吴应麒、吴国贵、夏国相、胡国柱；总兵马宝、王屏藩、王绪等将领，实际兵力远超朝廷规定之编制。为知己知彼，力保权力不失，三桂还使其子吴应熊以额驸地位之便利结交朝廷大员、探听内部信息。吴三桂设平西王府于永历帝五华山之旧宫、并将明朝建的沐王府庄园纳为己有，又私自开山铸钱，与蒙古贸易购买军马，俨然有独立王国的架势，三藩遂渐形尾大不掉之势。

### 海外形势

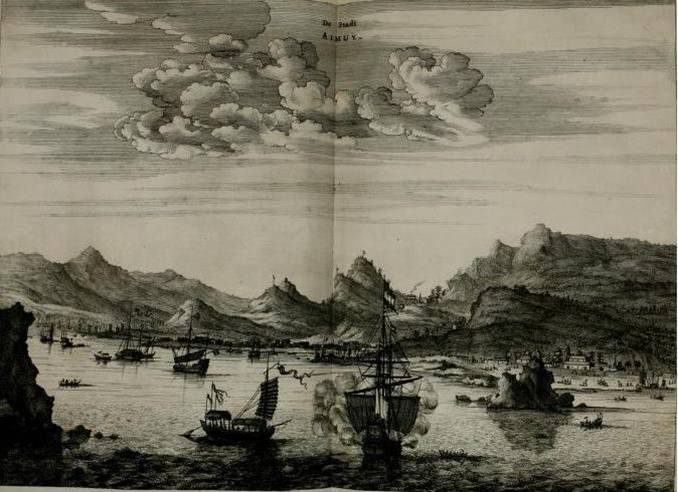
清荷聯軍與明鄭軍隊交戰於金門烏沙頭

永曆帝、張煌言等南明各勢力相繼被清廷消滅之後，孤懸海外、以鄭經為首的明鄭勢力成為唯一仍奉明朝為正朔的抗清軍事力量。自鄭成功死後，明鄭內部經歷了一系列權力鬥爭、對外則在與清荷聯軍的交戰中丟失金門、廈門，統治區域僅剩下台灣和澎湖列島。清廷多次以高官厚祿招降分化明鄭勢力。鄭經要求保留汉人衣冠髮式。清廷對此斷然拒絕。鄭經因而重整旗鼓，蓄勢待發，準備尋機與清廷開戰。明鄭多次向日本請求援軍反攻清廷，但江戶幕府由於既定的鎖國政策，雖然對反清復明勢力多有同情，仍拒絕了出兵的請求。力主支持明鄭的薩摩藩則對其進行了軍需支持。

### 撤藩激变
1673年（康熙十二年）春，平南王尚可喜因与其長子尚之信不和，上书朝廷请求归老辽东，以次子尚之孝袭爵留守广东。不久尚之孝因兄弟之爭主動辭退，康熙帝顺势宣布裁撤平南藩，命尚氏父子一齐返回辽东故乡。吴三桂听闻尚家被削藩后，感到非常震惊，联合靖南王耿精忠上疏朝廷请求撤藩以为试探。吴三桂自以为功勋高于尚、耿，认为朝廷将仿效明朝沐英故事，令其世守云南，且他并未完全作好造反准备。
然而，康熙帝赞同尚书米思翰、明珠、莫洛撤藩之意，以“撤藩亦反，不撤藩亦反”为由力排众议，宣布裁撤吴、耿二藩。
（训曰：曩者三逆未叛之先，朕与议政诸王大臣议迁藩之事，内中有言当迁者，有言不可迁者。然在当日之势，迁之亦叛，即不迁亦叛，遂定迁藩之议。三逆既叛，大学士索额圗奏曰：“前议三藩当迁者，皆宜正以国法。”朕曰：“不可。廷议之时，言三藩当迁者，朕实主之。今事至此，岂可归过于他人？”时在廷诸臣一闻朕旨，莫不感激涕零，心悦诚服。朕从来诸事不肯委罪于人，矧军国大事而肯卸过于诸大臣乎？）
消息传来，吴藩震动，但吴三桂仍苦于没有适合起事的名义，由此计划假意允诺朝廷，待率部撤至中原时突然发难。然而，云南巡抚朱国治频繁催问行期，监视甚严，吴三桂见形势难耐，遂杀朱国治，自号“周王”，以“大明天下都招讨兵马大元帅”之名义举兵，恢复明朝衣冠，并发檄文表达其反清复明之意，声称其为托孤受命，为汉奸乃忍辱负重，然而对其亲手杀死永历帝则始终无法自圆其说，此成为其团结民间反清复明势力的一大障碍。
另一方面，清廷以吴应熊以及耿精忠诸弟在京为政治人質，并不认为吴三桂敢于毫无顾忌骤然起兵，撤藩后甚至还派员赴云贵上任。接获吴三桂反清檄文后，康熙帝否决索额图请诛撤藩之臣以谢三桂的提议，急调荆州都统巴尔布进驻常德，武昌都统珠满增援岳州、西安将军瓦尔喀率部进驻四川，河北、河南、和山西各地都督各率兵马分别进驻西安、汉中、安庆、兖州、南昌等要地待命，任命顺承郡王勒尔锦为宁南靖寇大将军总统满汉各路兵马，同时下诏停止裁撤尚耿二藩以孤立吴三桂。
吴三桂反讯传到北京的第二天，京城有杨起隆者自称“朱三太子”，密谋率领其他八旗奴仆四处纵火，借机起事，因事泄，被都统图海、祖承烈等迅速围捕。杨起隆突围逃走，其党羽数十人被抓。百姓因此人心惶惶，欲逃往西山。康熙帝为全力对付吴三桂，发布上谕安抚百姓，并将叛乱者处死，家属从宽赦免。此后，京师形势逐渐平稳。

## 战争经过

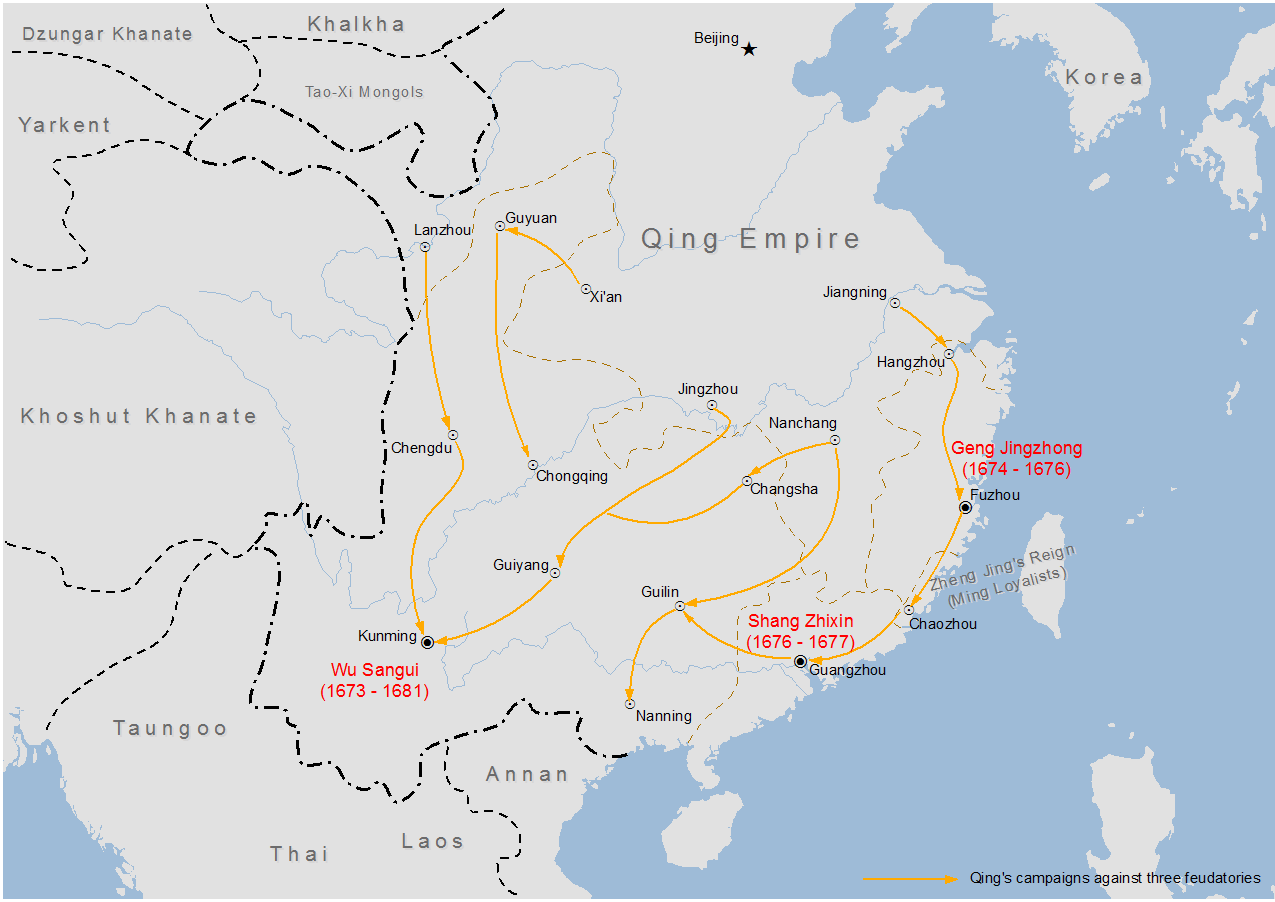
清军平三藩进军路线图

### 吴军佔领华南六省
吴三桂起兵后，贵州巡抚曹申吉，提督李本深、云南提督张国柱等立刻响应。总督甘文焜虽试图组织兵力以拒叛军，然而军队不听其指挥，旋即被叛军所杀，吴军兵不血刃取得云贵全境。吴三桂派遣大将王屏藩攻四川，以马宝为先锋攻佔湖南沅州，次年（1674年），吴将张国柱、夏国相、龚应麟等相继攻入湖南各地，清湖南提督桑额败走宜昌、湖南巡抚卢震弃长沙，而巴尔布、硕岱、珠满等只得固守荆州，不敢出战，湖南大部落入吴军之手。吴三桂以此大肆宣传，清四川巡抚罗森、提督郑蛟麟、总兵谭洪、吴之茂，广西将军孙延龄、提督马雄，襄阳总兵杨来嘉皆举兵响应。
耿精忠收獲吴三桂起兵檄文，又经游说，于三月占据福建、囚禁福建总督范承谟以呼应吴三桂。耿精忠邀请在台湾坚持反清复明的延平王郑经出兵广东，并自称“大明总统兵马大将军”，蓄发易服，以都统马九玉为中路攻浙江金华等地、总兵白显忠为西路攻江西饶州等地、曾养性为东路攻打绍兴等地，三路大军北伐，攻陷浙江、江西大部分地区。
清朝接连丢失云桂黔蜀湘闽六省，又丧失浙赣大部，人心浮动，军无守志。吴三桂亲赴湖南督战，一时声势显赫，然而三桂投鼠忌器，恐其子应熊被清廷所诛，想留有讲和余地，至少先巩固江南后再图北伐，下令诸将停止北进，并委托西藏达赖喇嘛前往北京与清廷说和。达赖喇嘛提议清廷裂土割地以息兵端，被康熙帝拒绝。

### 察哈尔、陕西之呼应
察哈尔部首领布尔尼虽获清廷封为亲王，位列内蒙古诸王公之上，但布尔尼以成吉思汗之嫡裔却受他人之制感到屈辱，常怀为其祖父林丹汗复仇之心。1675年，听闻吴三桂举兵攻占江南六省，清军主力大举南下，而北京“宿卫尽空”，布尔尼联合奈曼部布鲁特兄弟起兵呼应吴三桂，威胁清廷后方。当时清廷无兵可调，大学士图海只能凭借太皇太后之威望招募八旗家奴壮丁数万人，因没有粮饷可以调拨，只能靠劫掠维持士气。图海更以察哈尔继承元代数百年之业、财宝不可数计，激励士兵奋战。至察哈尔达禄，布尔尼设伏于大梁山之下，以三千骑兵引诱图海。清军追至大梁山，伏兵四起，图海率军处以死地而奋战，大破察哈尔军，布尔尼仅以三十骑败逃，被科尔沁额驸沙律所杀。
在察哈尔举兵的同时，时任陕甘右镇总兵王辅臣，农民军出身，为吴三桂义子。听闻吴三桂起兵，王辅臣先命其子王继贞入京告变，获康熙帝加官进爵。然而，王辅臣与陕西经略莫洛不和。1674年十二月，王輔臣策動兵變，沖擊莫洛軍營，混亂之中莫洛咽喉中箭而死，王輔臣收攏其部下並遣人于吴三桂处投诚。吴三桂封王辅臣为平远大将军、陕西东路总管，许以二十万两军饷。莫洛被殺，四方震動，康熙帝一方面派王继贞返回陕西宣谕抚慰，另一方面命副都统鄂克济哈星赴西安牵制王辅臣。王辅臣虽遣使投靠，但吴三桂口惠而实不至，因此仍处观望状态。当其子携康熙帝上谕返回，当中提到不追究其擅杀莫洛之罪，王辅臣当即上疏向清廷表示忠心；然而，当吴三桂将军饷运抵王辅臣处，辅臣又起兵反清，叛军很快攻陷陕西北部、甘肃南部。清廷以定远大将军图海、孙思克等携察哈尔之战余威击败王辅臣于平凉，切断吴、王间的联络，王辅臣再度降清。陕甘平定之后，清廷集中精力进攻湖南。

### 吴军西进受阻
1674年（康熙十三年）四月，康熙帝得知吴三桂重兵镇守岳州，吴军各部原地待命，有割地请和之意，便诛杀吴应熊，以示平叛之决心。吴三桂见朝廷不留余地，命王屏藩出四川北伐关中，与王辅臣会师，以期进取山西、河北，直捣京师。三桂留兵七万镇守岳州等地、七万镇守长沙，自己将大本营设在松滋以总督各处人马，扼阻驻防荆州、宜昌清军之咽喉。然而，恰逢王辅臣新败于图海，吴将王屏藩、吴之茂也出师不利，被清军张勇、王进宝所部击败于秦州，吴军不得不退守汉中，西进计划搁浅。清廷使定远平寇大将军岳乐自安徽进军江西，以牵制吴军右翼，使其无法抽兵西顾，同时阻断与耿精忠会师江西的可能。清廷以岳州坚固不可遂得，令岳乐避实击虚，由袁州攻萍乡再取长沙，若得长沙，将撼动吴军在湖南的根基。然而，吴三桂以为清军必然全力争夺岳州，没有料到清军取道江西，因而没有将防御重点摆在右路。岳乐攻占袁州后，在醴陵、萍乡击败吴军夏国相部。萍乡丢失，长沙失去屏障。吴三桂不得不彻底放弃支援四川吴军西进的构想，离开松滋率大军支援长沙。

### 长沙、吉安之战
吴三桂为保长沙不失，驻兵岳麓山，与长沙守将胡国柱、城外守将马宝、王绪互为犄角之势，修筑工事重兵把守。康熙帝再用避实击虚之策，令荆州、武昌各军渡江进击常德、岳州，出洞庭湖绕长沙侧背而围之。然而，大将军勒尔锦、尚善面对吴军有所胆怯、难以把握战机。勒尔锦拖延军机，不攻常德；尚善虽出洞庭湖攻克君山，俘获吴军战船五十艘，但攻岳州不克，无法截断吴军补给线。吴三桂北上增援收复洞庭湖，清军闻风而退。
三桂令麾下骁将高大节率兵出醴陵、萍乡之东，以期截断清军岳乐部之退路。高大节知兵善战，先进军江西，占领吉安，以部将韩大任守之，然后自率四千兵，由吉安向北袭击新喻、高安一线，以绝断岳乐归路。清军喇布所部镇守南昌为岳乐后援，但在康熙帝屡次下旨催促之后才出兵支援。高大节多次出奇兵以寡击众，屡败岳乐、喇布。然而高大节不久之后病死军中，韩大任继掌军权却不敢出城与清军作战，岳乐与喇布遂将吉安城围困。1677年（康熙十六年）春，吴三桂派马宝率军营救，军至吉安城西，见城中寂静无响应，遂不敢进；而韩大任在城中惧怕清军诱敌之计，又不敢出。马宝击败喇布追兵，引兵退回长沙。至四月，吉安粮尽，韩大任趁夜突围，清军以为劫营，不敢追击，韩大任因此东走得脱。

### 广东战局

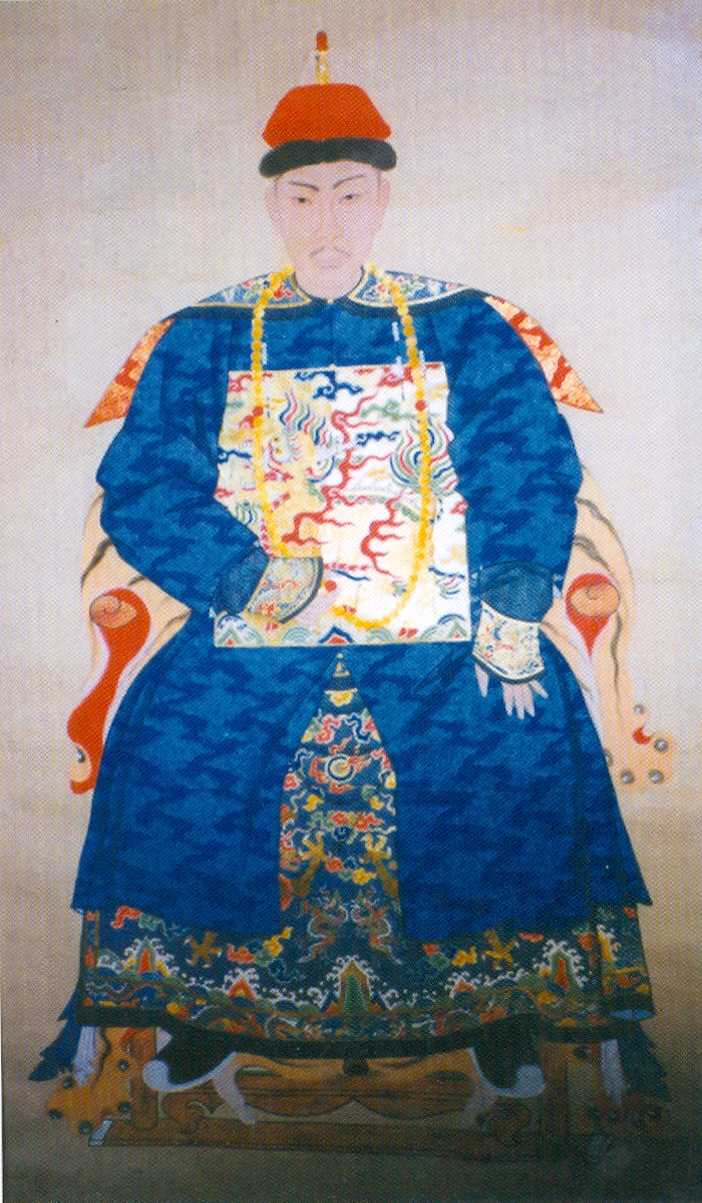
平南王尚之信

尚藩于吴三桂起兵之初本忠于清廷，广东境内响应吴军之人皆为平南王尚可喜所破灭。尚可喜还将吴方使者及书信送往北京发落，又以其子尚之信不可靠，派其次子尚之孝于潮州抵抗吴将刘进忠部。尚可喜乃上奏清廷以之孝袭平南王爵位。康熙帝感念尚可喜之忠诚，晋封可喜为平南亲王，命尚之孝袭平南王爵、授平南大将军，授尚之信为讨寇将军。后来，耿精忠联合郑经进攻广东沿海各处于外，祖泽清叛变于内，尚藩被东西夹击，广州十郡失其四。清廷命将军觉罗舒恕与副都统莽依图入广东增援尚可喜。然而，早已不满于其父偏爱少子的尚之信趁乱派兵囚禁尚可喜于府中，使其号令不出门外。尚之信接受吴三桂授予的“东路招讨大将军”，易服反清。
当时尚之孝所部驻扎于惠州，舒恕则驻扎于高州、肇庆二地，二者兵力本足够制约尚之信。然而，两广总督金光祖为吴三桂内应，延误战机，尚之孝势孤，退回广州，舒恕又被尚之信所败，金光祖和广东巡抚佟养钜投降吴三桂，三桂晋封尚之信为辅德亲王，清军退回江西。其后，吴三桂以尚之信未能兑现北伐诺言，派董季民、冯甦来替代金光祖和佟养钜之职，尚之信又暗结清军，并于1677年（康熙十六年）六月再度降清。
吴三桂听闻广东变故，急派胡国柱、马宝自湖南进攻广东。清镇南将军莽依图依托地利，于韶州阻住吴军。两军相持两个月，马宝分兵断清军粮道，又以炮轰击城墙。然而，城破之际，清廷援军赶到，马宝、胡国柱败退。吴军败退后，吴将佟国卿、祖泽清各献城池降清，至此清军收复广东。

### 闽浙战局

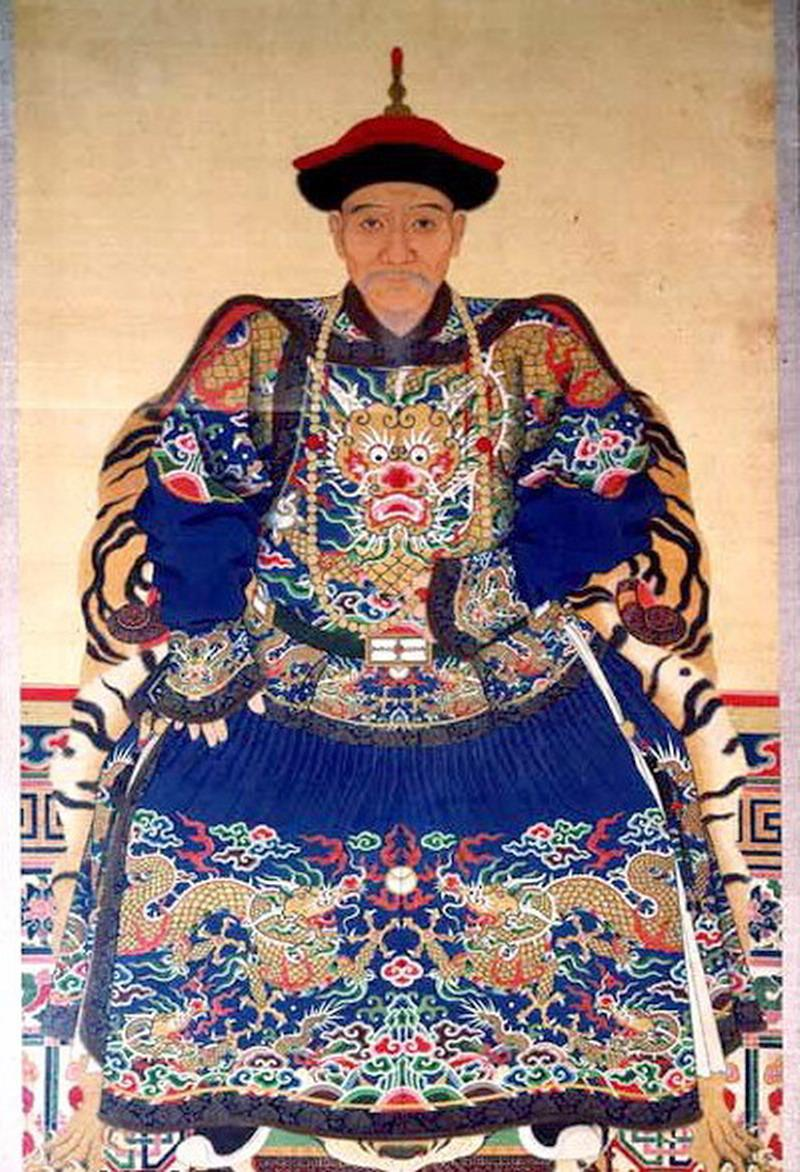
靖南王耿精忠

耿精忠自响应吴三桂以来，三路大军北伐，陷浙江、江西大部，又邀约台湾郑经进攻广东，一度声势浩大。清廷数次招抚，皆为精忠所拒。耿精忠一直笃信“天子分身火耳”之谣言，自认为天命在己，对外书信不署三桂周王年号，而以干支纪年，以示独立。1674年（康熙十三年），康熙帝命康亲王杰书为征闽大将军，率领贝子傅拉塔驰援浙江，于秋天与浙江都督李之芳合兵击破耿军东路主将曾养性于衢州，次年（1675年），再破其于金华、黄岩，曾养性败走温州。中路主将马九玉镇守浙江开化、常山、江山三城，李之芳与其作战，相持不下。1676年（康熙十五年），耿精忠遣使琉球，要求其成为耿氏附庸并提供军需，尤其是火药原材料硫磺。不久，郑经与耿精忠交恶，出兵攻打福建。耿精忠腹背受敌无法支援浙江，马九玉孤立无援，杰书趁势率大军南下，于八月克其大本营，收复浙江。马九玉仅剩三十骑败走仙霞岭。岳乐进军江西以防吴、耿会师，岳乐亲击吴军，以部将布尔根击耿军西路主将白显忠，显忠屡战不利，只得投降。耿军三路北伐大军皆败，康亲王杰书在清军入闽之际致耿精忠降书，耿精忠起初迟疑，以“恐部下不从”为由搪塞，后清军大举入闽连克建阳、延平，耿精忠恐惧，遂降清，又将被囚禁的范承谟杀之灭口。得知耿精忠投降后，曾养性也在温州降清，清军收复闽浙二省全境。

### 广西战局
广西乃原定南王孔有德故地，有德败死后，其女四贞被孝庄文皇后收为义女，嫁孔有德部将之子孙延龄，清廷以延龄为将军镇守广西，麾下兵力约3,000人。但延龄素于广西诸官将不合，吴三桂举兵后，以书劝诱孙延龄，孙延龄计杀都统王良辰，监禁广西巡抚马雄镇等，起兵呼应三桂，三桂册封延龄为临江王，孙延龄则自称安远大将军、旋即自封安远王，吸纳万羊山土寇，兵力增至上万。广西各地皆被孙延龄降服，唯有提督马雄不从。而后吴军出兵广西，马雄却开柳州城而降，吴三桂授以东路总管，参加攻略广东的战役。此事引起孙延龄不满，以此怨恨马雄及吴三桂。
吴军将领傅宏烈为清廷潜伏之人，借用吴三桂所授之职位招兵买马，欲为清朝恢复两广。他得知孙马不合后，对孙延龄进行离间，孙延龄派傅宏烈为使者赴广东联络清军，清廷授宏烈为广西巡抚、抚蛮灭寇将军，便宜行事。然而，马雄将孙延龄降清之事密告吴三桂，吴三桂遣其从孙吴世琮入广西，刺杀孙延龄。傅宏烈得知孙延龄已死，遂率部独入广西招抚桂军。后马雄病死，傅宏烈说降其子马承荫，吴世琮势孤，无法在广西立足，吴军最终丢失广西。

### 吴三桂称帝
1677年（康熙十六年），吴三桂失去尚、耿、以及陕西外援，又失江西，右翼被清廷突破，清军可以抽出更多兵力对付吴三桂。在湖南，清军连陷浏阳、平江，招降吴军水师主将林兴珠于湘潭，湖南东北部已在清廷掌控之中。值此颓势，吴军势力已有解体之状，为挽回声望，吴三桂以明裔断绝为由，示意部下劝进，遂称帝，国号周，定都衡州，建元昭武，令所辖各省开科取士。但创制新朝、取消复明口号等举措，反而使得吴三桂更失民心。

### 吴周败亡
三桂称帝后，调集三路大军攻打永兴，以期夺回都城衡州之门户。吴军初战歼灭清军都统伊里布所部后将永兴城围困。守将硕岱据城死守，力战二十余日，扬威大将军喇布不敢援，郴州守将穆占往救，被吴军击败。八月，城墙不支，但吴三桂却于此时病死，永兴之围自解。
吴三桂死后，其孙吴世璠继位，改元洪化。吴国贵提议弃云南向北与清军决一死战，然而吴军诸将以马宝为首皆认为当以云南为根基以图转机，因此吴世璠放弃衡州，退入贵阳，清军趁势追击。岳乐在湖南，傅宏烈、莽依图、傅拉塔在广西，陕西提督赵良栋、平凉提督王进宝等在四川皆连战连捷，清军对吴周呈合围之势。1679年（康熙十八年）初，清军连克岳州、衡州、常德、长沙，吴国贵战死，夏国相南逃，清军占领湖南。吴周在其他战场上也是节节败退，吴世琮死于广西，王屏藩也在四川败死，吴军退入云贵二省。1680年（康熙十九年），清军将领赵良栋、彰泰、赉塔、蔡毓荣等多路大军入黔直指云南，吴世璠退守昆明，急调夏国相、胡国柱、马宝等回师增援，吴世璠与郭壮图等驻守五华山与清军作最后一搏。围城相持九个月后，清军于次年（1681年）攻陷昆明，吴世璠兵败自缢，三藩之乱至此平定。

## 后果及影响

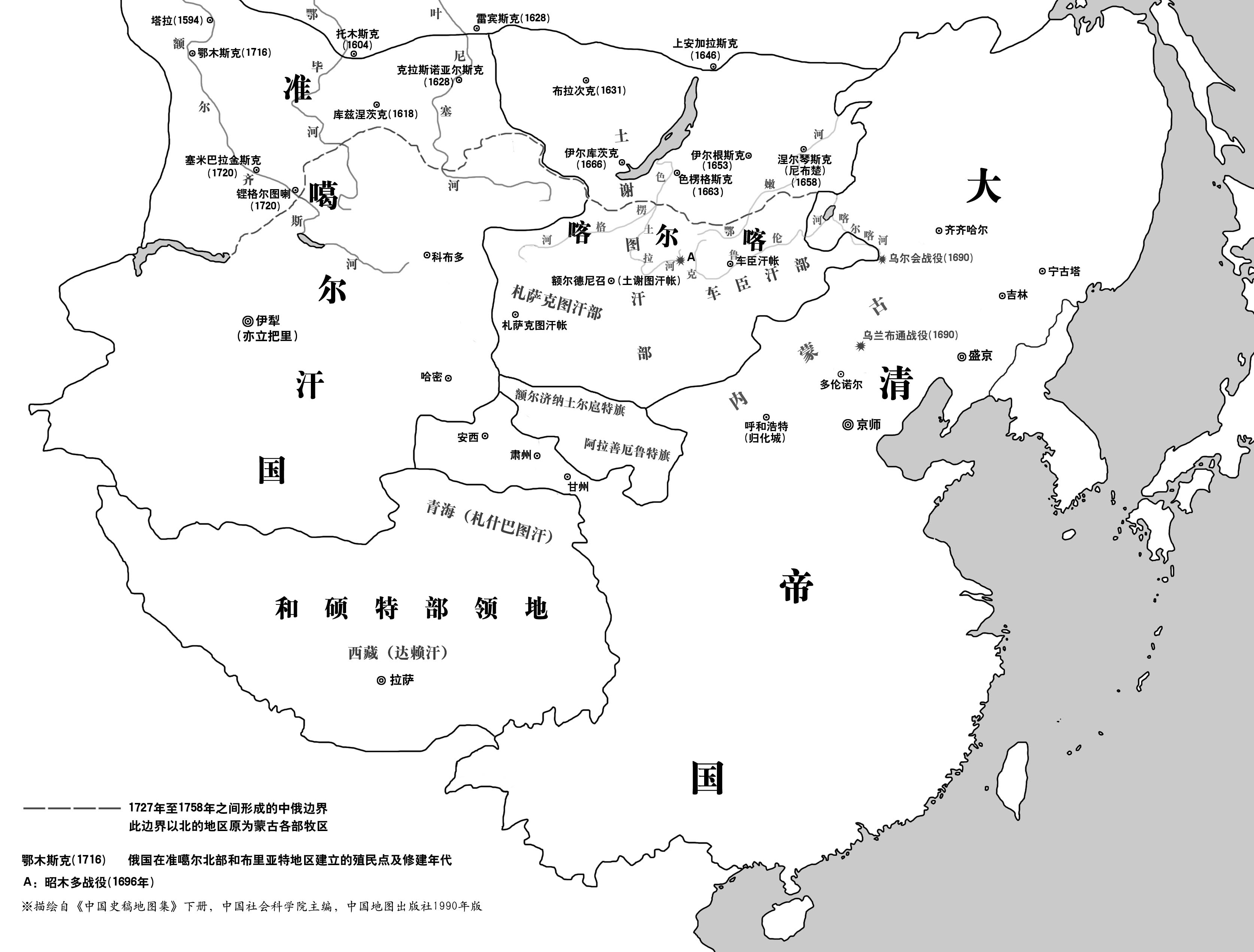
平三藩后中原以及周边地区形势（1689年）

三藩之乱的参与者在战后的结局各有不同。三桂之子孙有记载者均死于此役，但现今也有自称当年祖上成功避祸的吴三桂后裔者存世。吴军大将夏国相、方光琛等被凌迟处死。耿精忠以及部属白显忠、曾养性、刘进忠等九人后来也均为清廷所磔，耿显祚、黄国瑞等十五人则被处斩，耿氏其他家属没有被追究，撤藩后家族被编为五个佐领隶汉军正黄旗，昭忠、聚忠为和硕额驸，得善终获赐谥。尚之信被赐死、其弟尚之节、长史李天植斩首，但据尚氏家谱记载，康熙帝后来为尚之信平反。尚氏其余后裔因未参与叛乱，未予追究。尚藩虽然被撤，尚氏家族在八旗之中仍有勋旧佐领世职，在辽东保有数目可观之旗地，尚之孝后任内大臣、尚可喜七子尚之隆为额驸，尚之信子孙至雍正年间还有在朝为官之人，尚氏后裔大多生活在今辽宁地区。王辅臣在官方记载为病死，《广阳杂记》中则为自杀。祖泽清虽为元勋祖大寿之子，然因“甘心从逆”，与其子祖良梗皆处凌迟。其他参与叛乱之旧部，及副将以上，悉令进京；参将以下，其家属则大多被发配守边。
清廷通过平三藩稳固了自身的统治，除台湾郑经势力仍奉明为正朔之外，餘皆一统于清朝版图之内。此役，清廷除了充分使用满洲旗兵外，也大量使用以汉人组成的绿营兵为主力来对应兵源与战力的不足。至此，清朝彻底废除藩镇制度、并废除参与作乱的察哈尔部，而由朝廷直接统辖，清廷的统治力大为增强。史家对少年康熙皇帝在整个战争过程中临危不乱、调度有方多称许之词。康熙帝拒绝了群臣上尊号的请求，对清廷之前施政方面的一些不当、不足之处进行了自省，并整饬吏治、推行了一系列缓和民族、社会矛盾和支持生产的政策。此外，康熙帝通过祭拜明陵、开博学鸿词科等方式对汉人士人进行拉拢。
有学者认为“三藩之乱”之命名与历史事实有所偏差，因为从始至终只有吴三桂一个势力起主导作用。耿精忠响应叛乱仅一年多就战败投降，尚之信更谈不上为“逆”，所以“三藩之乱”实际上更像是清廷“平定吴三桂叛乱”。